# Асано, Ацуко
Ацуко Асано (яп. あさの あつこ Asano Atsuko) — японская писательница. Родилась в 1954 году в городе Мимасака префектуры Окаяма в Японии. Она написала серию детских романов Telepathy Shoujo Ran и серию манги The Manzai Comics. Начала писать романы для детей, когда ещё училась в колледже. Окончила Aoyama Gakuin college по специальности литература. Первым её опубликованным произведение стал роман «Хотару-кан моногатари».
Асано получила Детскую литературную премию имени Номы в 1997 за книги серии Battery, которая была адаптирована в фильме. Эта же серия выиграла Shogakukan Культурную премию детской публицистики в 2005. Её работы часто появляются в литературных журналах, и она была также показана в Mainichi Shimbun.

## Работы
- «Kamigami-no Utatane»
- «Girls Blue 2»
- «Girls Blue»
- «Yume-utsutsu»
- «The MANZAI #1-6»
- «Asano Kodomo-no Omocha-bako»
- «Neko No Neko San»
- «Telepathy Shōjo Ran»
- «Arihureta Hu-keiga»
- «Sasayaka-na Monogatari-tachi»
- «Kimi-ni Okuru Tsubasa Monogatari»
- «Matteru»
- «Last Inning»
- «Kaze-no Yakata-no Monogartari»
- «Ashita-Hukukaze»
- «Shin-Hotarukan Monogatari»
- «Hotarukan Monogatari»
- «Iede-de Densha-ha Ganbarimasu»
- «Miroku-no Tsuki»
- «Erina-no Aoi-sora»
- «Vivace»
- «Kimi-ga Mitsukeru Monogatari»
- «Miyama Monogatari»
- «Fuku-shu Planner»
- «Konjiki-no Nobe-ni Utau»
- «Battery #1-7»
- «Field, wind»
- «Tabidachi»
- «Chu-gakusei No Kimochi»
- «Iede-densha-ha Koshou-chu?»
- «You-kai Henka»
- «Ju-ni No Uso-to Ju-ni No Shinzitsu»
- «Yasha-zakura»
- «Ju-ni-sai Deai-no Kisetsu»
- «Banka-no Playball»
- «Runner»
- «Fukuin-no Sho-nen»
- «Sugu-kakeru Dokusho-kanso-bun»
- «Naniyorimo Taisetsu-na Koto»
- «Bokura-no Shin-rei Spotto»
- «Natsu-yasumi»
- «Chi-ni Umorete»
- «Ji-kuu Hunter Yuki»
- «Hint?»
- «Toumei-na Tabiji-to»
- «Tanpopo-akichi-no tsukinowa»
- «Doba-pyon»
- «Love Letter»
- «Mai-ha Jussai-desu»
- «No. 6»